# Philippe Delacour
Pour les articles homonymes, voir Delacour.
Philippe Delacour est un organiste français né à Freyming-Merlebach dans les années 1970.

## Biographie
Philippe Delacour apprend le piano à l'âge de sept ans. L'année suivante, il se produit en public pour la première fois et donne son premier office religieux. Étudiant au conservatoire de Metz, il y remporte six premiers prix dont piano, orgue et musique de chambre. Il obtient ensuite un premier prix supérieur interrégional de piano à l’unanimité dans la classe de Mireille Krier et un premier prix supérieur interrégional d’orgue dans la classe de Pierre Gazin. Il est aussi lauréat de différents concours[Lesquels ?]. Par la suite, il se perfectionne dans la classe de Marie-Claire Alain au conservatoire de Paris où il obtient un prix d’excellence et le grand prix de virtuosité. 
Philippe Delacour occupe le poste d’organiste titulaire de l’orgue Cavaillé-Coll de l'église Notre-Dame de Metz, ville où il accompagne aussi les offices hebdomadaires à Saint-Maximin et Saint-Eucaire. 
Après avoir enseigné l'orgue au conservatoire de Freyming, il est professeur de piano au conservatoire de Metz et à l'institut international d'orgue de Sarrebruck.
Il est également technicien conseil auprès de l'Agence départementale de l'orgue de la Moselle, président de l'association des Amis de l'orgue de la collégiale Saint Étienne de Hombourg-Haut et vice-président de l'Institut Théodore Gouvy. Il est aussi directeur artistique du Concours International d’orgue de Lorraine et du Festival International « Orgue sans frontières ».
Sa carrière d'organiste le conduit en France et dans de nombreux pays. En particulier, il donne annuellement une dizaine de concerts dans les églises messines où il officie, mais également à la cathédrale Saint-Étienne,. Il se produit également souvent en duo avec la soprano Agathe Zénier,.
Philippe Delacour a enregistré environ 25 CD et DVD distribués à l'international.

## Discographie sélective
Tous les disques sont parus chez Fugatto.
- 1999 : Philippe Delacour, Œuvres d'Ibert, Couperin, Marchand, Franck, Dupré, à l'église Saint-Maurice de Freyming-Merlebach.
- 1999 : Philippe Delacour et Bernhard Leonardy, Œuvres de Louis Vierne, à l'église Saint-Maurice de Freyming-Merlebach.
- 2000 : Philippe Delacour, Œuvres de Guilain, Vila, Mestres, Buxtehude, Bach, Mendelssohn, Franck, Bossi, Vierne, Messiaen, Britten, Takacs, à l'église Saint-Rémi de Forbach.
- 2001 : Philippe Delacour, Hommage à Robert Schuman, œuvres de Benoist, Mendelssohn, Liszt, Brahms, Loret, Guilmant, Franck, à l'église Saint-Remy de Scy-Chazelles.
- 2001 : Philippe Delacour, Œuvres de Boëllmann, à la collégiale Saint-Thiébaut de Thann.
- 2001 : Philippe Delacour, Œuvres de Corrette, Balbastre, Buxtehude, Bach, Franck, Lefébure-Wély, Boëllman, Dupré, Messiaen, Duruflé, à l'église Saint-Jean-Baptiste de Château-Salins.
- 2003 : Philippe Delacour, Centenaire de l'orgue, œuvres de Franck, Widor, Vierne, Thomas, Lefébure-Wély, Guilmant à l'église Notre-Dame de Metz.
- v. 2005 : Philippe Delacour, Œuvres de Bach, Balbastre, Guilmant, Rheinberger, Gigout, à l'église de l'Immaculée-Conception de Metz.

## Vidéographie
Toutes les vidéos sont parues chez Fugatto.
- 2000 : L'orgue virtuose, Vol. 1, DVD. Philippe Delacour aux Grandes Orgues de Château-Salins et au grand orgue Cavaillé-Coll de Notre-Dame de Metz. Film de Federico Savio.
- 2004-2006 : L'orgue virtuose, Vol. 2, DVD. Philippe Delacour au grand orgue Stahlhuth-Jann de l'église Saint-Martin de Dudelange.